# КАФ
Африканська конфедерація футболу або Конфедерація африканського футболу — КАФ (фр. Confédération Africaine de Football, англ. Confederation of African Football, араб. لإتحاد الأفريقى لكرة الق) — міжнародна організація, яка об’єднує національні футбольні федерації африканських країн і займається підтримкою і розвитком міжнародного футболу на Африканському континенті. Її штаб-квартира знаходиться у столиці Єгипту Каїрі. Під егідою КАФ проводяться такі змагання як Кубок африканських націй (континентальна першість для національних збірних), Кубок конфедерації і Ліга Африканських чемпіонів, а також зональний відбірний турнір до чемпіонату світу; в 2007 році було прийняте рішення щодо проведення поряд із Кубком Африканських націй Чемпіонату африканських націй — континентальної першості для збірних, складених виключно з гравців відповідних національних чемпіонатів. Також КАФ бере участь в організації Меридіонального кубка для юнацьких команд УЄФА і КАФ.

## Історія
Єгипет був членом ФІФА з 1923 року. В 1956 році Єгипет разом з іншими трьома африканськими країнами — членами ФІФА (Ефіопією, Південною Африкою і Суданом) заснував африканську регіональну футбольну конфедерацію для організації континентальної футбольної першості — Кубка Африки. Статус КАФ як регіональної конфедерації був підтверджений ФІФА в червні 1957 року; раніше, в лютому того же року, зі складу КАФ була виключена Південна Африка внаслідок відмови прислати на перший розіграш Кубка Африки расово мішану команду (що заборонялося пануючою тоді у країні політикою апартеїду). Південна Африка повернулася до складу КАФ лише в 1992 році.
В 1970 році у фінальному розіграші чемпіонату світу було вперше зарезервоване місце для представника Африки (до того африканські команди мали змагатись за потрапляння до світової першості у стикових матчах з представниками інших континентальних конфедерацій). З часом представництво КАФ розширювалось; починаючи з чемпіонату світу 1998 року з 32 місць у фінальних змаганнях для африканських команд резервується п'ять. Станом на 2006 рік у фінальних розіграшах чемпіонатів світу брали участь 13 африканських команд.
10 країн — членів КАФ входять до складу Арабської спілки футбольних асоціацій (Union Arabe de Football Association,  УАФА) і беруть участь в організованому нею Кубку арабських націй.
18 вересня 2007 року CAF оголосив конкурс для всіх африканських композиторів на створення свого гімну. Гімн CAF — це музична композиція без тексту, яка відображає культурні спадщини та африканську музику. Тривалість гімну 74 секунди. Обраний гімн вперше був опублікований на сайті 16 січня 2008 року. Використання гімну та його автор досі невідомі.

## Список країн — членів КАФ
| Країна                        | Рік вступу | Футбол |
| ----------------------------- | ---------- | ------ |
| Алжир                         | 1964       | збірна |
| Ангола                        | 1980       | збірна |
| Бенін                         | 1964       | збірна |
| Ботсвана                      | 1978       | збірна |
| Буркіна-Фасо                  | 1964       | збірна |
| Бурунді                       | 1972       | збірна |
| Габон                         | 1966       | збірна |
| Гамбія                        | 1968       | збірна |
| Гана                          | 1958       | збірна |
| Гвінея                        | 1962       | збірна |
| Гвінеї-Бісау                  | 1986       | збірна |
| Джибуті                       | 1994       | збірна |
| Екваторіальна Гвінея          | 1986       | збірна |
| Еритрея                       | 1998       | збірна |
| Ефіопія                       | 1952 (1)   | збірна |
| Єгипет                        | 1923 (1)   | збірна |
| Замбія                        | 1964       | збірна |
| Зімбабве                      | 1965       | збірна |
| Кабо-Верде                    | 1986       | збірна |
| Камерун                       | 1964       | збірна |
| Кенія                         | 1960       | збірна |
| Коморські Острови             | 2005       | збірна |
| Республіка Конго              | 1964       | збірна |
| Демократична Республіка Конго | 1964       | збірна |
| Кот-д'Івуару                  | 1964       | збірна |
| Лесото                        | 1964       | збірна |
| Ліберія                       | 1964       | збірна |

| Країна                           | Рік вступу | Футбол |
| -------------------------------- | ---------- | ------ |
| Лівія                            | 1964       | збірна |
| Мадагаскар                       | 1964       | збірна |
| Малаві                           | 1968       | збірна |
| Малі                             | 1964       | збірна |
| Мавританія                       | 1970       | збірна |
| Маврикій                         | 1964       | збірна |
| Марокко                          | 1960       | збірна |
| Мозамбік                         | 1980       | збірна |
| Намібія                          | 1992       | збірна |
| Нігер                            | 1967       | збірна |
| Нігерія                          | 1960       | збірна |
| Південний Судан                  | 2012       | збірна |
| Південно-Африканська Республіка  | 1992 (2)   | збірна |
| Руанда                           | 1978       | збірна |
| Сан-Томе і Принсіпі              | 1986       | збірна |
| Есватіні                         | 1978       | збірна |
| Сейшельські Острови              | 1986       | збірна |
| Сенегал                          | 1964       | збірна |
| Сьєрра-Леоне                     | 1967       | збірна |
| Сомалі                           | 1968       | збірна |
| Судан                            | 1948 (1)   | збірна |
| Танзанія                         | 1964       | збірна |
| Того                             | 1964       | збірна |
| Туніс                            | 1960       | збірна |
| Уганда                           | 1960       | збірна |
| Центральноафриканська республіка | 1964       | збірна |
| Чад                              | 1964       | збірна |

(1) Країна-співзасновник КАФ; надано рік вступу до ФІФА.
(2) Південно-Африканська Республіка вступила до ФІФА в 1952 році і була одним зі співзасновників КАФ; однак у 1958 році вона була виключена зі складу КАФ (а пізніше — і ФІФА) внаслідок своєї політики апартеїду і була прийнята знову тільки у 1992 році.

## Географічні зони

Географічні зони КАФ

КАФ розділяє Африканський континент на шість географічних зон; в чотирьох з них діють футбольні конфедерації нижчого рівня. Зони використовуються для проведення зональних футбольних турнірів (які, як правило, проводяться за олімпійською системою з вибуванням для зменшення кількості матчів), а також для проведення відбірного турніру Африканських ігор (від кожної зони до фінальних змагань потрапляє одна команда, від південної зони — дві).
- Зона 1 — північна: Алжир, Єгипет, Лівія, Марокко, Туніс.
- Зона 2 — західна A: Гамбія, Гвінея, Гвінея-Бісау, Кабо-Верде, Ліберія, Мавританія, Малі, Сенегал, Сьєра-Леоне.
- Зона 3 — західна B (УФОА): Бенін, Буркіна-Фасо, Гана, Кот-д’Івуар, Нігер, Нігерія, Того.
- Зона 4 — центральна (УНІФАК): Габон, Екваторіальна Гвінея, Камерун, Конго, ДР Конго, Центральноафриканська Республіка, Чад.
- Зона 5 — центрально-східна (СЕКАФА): Бурунді, Джибуті, Еритрея, Ефіопія, Кенія, Руанда, Сомалі, Судан, Танзанія, Уганда.
- Зона 6 — південна (КОСАФА): Ангола, Ботсвана, Коморські острови, Замбія, Зімбабве, Лесото, Мадагаскар, Маврикій, Малаві, Мозамбік, Намібія, Південна Африка, Свазіленд, Сейшельські острови.

## Участь країн Африки учемпіонатах світу
Уперше Африка була представлена на світових футбольних першостях 1934 року, коли участь у чемпіонаті світу в Італії взяла збірна Єгипту. Наступного разу африканська збірна, цього разу збірна Марокко, брала участь у чемпіонаті світу лише через 36 років на чемпіонаті світу 1970 року у Мексиці. З того часу африканські збірні були постійно представлені на світових футбольних форумах і їх кількість поступово збільшувалася. 
Протягом 1998—2006 років участь у чемпіонатах світу брали по 5 команд-представниць Африканської конфедерації футболу, рекордною ж ця кількість була на чемпіонаті світу 2010 року, коли ще одна команда, збірна Південно-Африканської Республіки, брала участь у турнірі на правах його господаря.
| Команда     | 1930 | 1934 | 1938 | 1950 | 1954 | 1958 | 1962 | 1966 | 1970 | 1974 | 1978 | 1982 | 1986 | 1990 | 1994 | 1998 | 2002 | 2006 | 2010 | 2014 | 2018 | 2022 | Усього |
| ----------- | ---- | ---- | ---- | ---- | ---- | ---- | ---- | ---- | ---- | ---- | ---- | ---- | ---- | ---- | ---- | ---- | ---- | ---- | ---- | ---- | ---- | ---- | ------ |
| Камерун     |      |      |      |      |      |      |      |      |      |      |      | У    |      | 1/4  | У    | У    | У    |      | У    | У    |      | у    | 8      |
| Нігерія     |      |      |      |      |      |      |      |      |      |      |      |      |      |      | 1/8  | 1/8  | У    |      | У    | 1/8  | у    |      | 6      |
| Алжир       |      |      |      |      |      |      |      |      |      |      |      | У    | У    |      |      |      |      |      | У    | 1/8  |      |      | 4      |
| Марокко²    |      |      |      |      |      |      |      |      | У    |      |      |      | 1/8  |      | У    | У    |      |      |      |      | у    | 4-те | 6      |
| Туніс       |      |      |      |      |      |      |      |      |      |      | У    |      |      |      |      | У    | У    | У    |      |      | у    | у    | 6      |
| Гана        |      |      |      |      |      |      |      |      |      |      |      |      |      |      |      |      |      | 1/8  | 1/4  | У    |      | у    | 4      |
| ПАР         |      |      |      |      |      |      |      |      |      |      |      |      |      |      |      | У    | У    |      | У    |      |      |      | 3      |
| Кот-д'Івуар |      |      |      |      |      |      |      |      |      |      |      |      |      |      |      |      |      | У    | У    | У    |      |      | 3      |
| Єгипет      |      | У    |      |      |      |      |      |      |      |      |      |      |      | У    |      |      |      |      |      |      | у    |      | 3      |
| ДР Конго1   |      |      |      |      |      |      |      |      |      | У    |      |      |      |      |      |      |      |      |      |      |      |      | 1      |
| Сенегал     |      |      |      |      |      |      |      |      |      |      |      |      |      |      |      |      | 1/4  |      |      |      | у    | 1/8  | 3      |
| Ангола      |      |      |      |      |      |      |      |      |      |      |      |      |      |      |      |      |      | У    |      |      |      |      | 1      |
| Того        |      |      |      |      |      |      |      |      |      |      |      |      |      |      |      |      |      | У    |      |      |      |      | 1      |
| Усього      | 0    | 1    | 0    | 0    | 0    | 0    | 0    | 0    | 1    | 1    | 1    | 2    | 2    | 2    | 3    | 5    | 5    | 5    | 6    | 5    | 5    | 5    | 49     |

1 Брала участь у чемпіонаті світу 1974 року як  Заїр.
2 Марокко перша країна Африка яка посіла 4 місце на чемпіонаті світу з футболу
Легенда
- – Золото
- – Срібло
- – Бронза
- 4-те – четверте місце
- 1/4 – чвертьфіналіст
- 1/8 – учасник 2-го етапу фінального турніру (з 1986: учасник 1/8 фіналу; протягом 1974–1978 — учасник другого групового етапу з 8 команд; 1982: учасник другого групового етапу з 12 команд)
- У – учасник фінального турніру
- — Країна-господар фінального турніру

## Президенти КАФ
- Абдельазіз Абдаллах Салем (Єгипет): 1957—1958
- Мохамед Абдельазіз Мустафа (Єгипет): 1958—1968
- Мохамед Абдельхалім (Судан): 1968—1972
- Іднекатчу Тессема (Ефіопія): 1972—1987
- Мохамед Абдельхалім (в. о., Судан): 1987—1988
- Ісса Хаяту (Камерун): 1988—2017
- Ахмад Ахмад (Мадагаскар): 2017—2020
- Констан Омарі (в. о., ДР Конго): 2020—2021
- Ахмад Ахмад (Мадагаскар): 2021
- Патріс Мотсепе (ПАР): з 2021

## Спонсор
Основним спонсором КАФ є південноафриканська телекомунікаційна компанія «MTN Group», яка в 2004 році склала з КАФ чотирирічний контракт про спонсорську підтримку сумою 25 млн. доларів.